# Osma armada (Združeno kraljestvo)
8. armada je bila ena najuspešnejših armad v Britanski vojski v času druge svetovne vojne. Svoje bitke je bojevala v Severni Afriki in Bitki za Italijo. Ves čas so ji poveljevali britanski generali, sestavljena pa je bila iz enot, ki so prihajale iz različnih držav: Avstralija, Indija, Kanada, Francija, Grčija, Nova Zelandija, Poljska, Rodezija, Južno Afriška Republika in Združeno kraljestvo.

## Organizacija
8. armada je bila formirana iz Zahodnih puščavskih sil, septembra leta 1941. Za poveljnika je bil postavljen generalporočnik Sir Alan Cunningham. Med bitko pri El Alameinu je imela 8. armada 220.000 vojakov, razporejenih v 10 divzijah.

### Struktura
- poveljstvo
- XXX. korpus

- 7. oklepna divizjia
- 1. pehotna divizija 
- 22. pehotna brigada

- XIII. korpus

- 4. pehotna divizija
- 2. Novo Zelandska divizija
- 1. tankovska brigada

- 70. pehotna divizija
- Poljska karpatska brigada
- 2. pehotna divizija

## Zgodovina

### Afriška kampanja
8. armada je kot bojna enota prvič sodelovala v zvezniški operaciji Križar. Njen cilj je bil ponovno zavzeti obkoljeni Tobruk. 8. armada je operacijo začela 17. novembra 1941, izpolnila svoj cilj in pregnala Rommlov Afriški tankovski korpus na začetno točko. 26. novembra je poveljnik sil na Bližnjem vzhodu, general Claude Auchinleck, zaradi različnih pogledov na potek ofenzive razrešil Cunninghama in na njegovo mesto postavil generala Neila Ritchia. Po vrsti zmag 8. armade se je bil Rommel prisiljen umakniti na utrjene položaje pri El Agheili. Februarja 1942 je Rommel reorganiziral svoje sile in potisnil preobremenjeno 8. armado na utrjeno linijo Gazala. Ritchie se je izkazal za nesposobnega zadržati Rommla, zato je general Auchinleck osebno prevzel poveljstvo nad 8. armado. 
Rommla je zaustavil v prvi bitki pri El Alameinu in si želel malo premora, da bi reorganiziral 8. armado. Winston Churchill je pritskal na Auchinlecka da bi sprožil protiofenzivo, a je bil prezaposlen z obrambo svojih linij in tako 8. armada ni bila sposobna izvesti protiofenzive na Rommlove položaje. Tako je Churchill odstavil Auchinlecka s položaja poveljnika bližnjevzhodnih sil ter na njegovo mesto postavil generala Harolda Alexandra, na položaju poveljnika 8. armade pa ga je nadomestil general Willaim Gott. Gott je umrl v letalski nesreči ravno, ko je odhajal prevzeti poveljstvo nad 8. armado. Zato je mesto poveljnika 8. armade prevzel generalporočnik Bernard Montgomery. Montgomery in general Alexander sta se uprla Churchillovim pritiskom in obstoječima XXX. korpusu ter XIII. korpusu dodala še X. korpus in tako dodatno okrepila 8. armado pred drugo bitko pri El Alameinu.
V začetku novembra, leta 1942 je 8. armada odločilno porazila Rommlove enote v drugi bitki pri El Alameinu in jih zasledovala skozi Libijo do Marethove linije (utrjeni nemški obrambni položaji), ki je potekala po tunizijski meji. Marca, leta 1943 so skupaj s 1. armado obkolili nemške obrambe položaje in jih popolnoma porazili. Sile osi v Severni Afriki so kapitulirale maja 1943.

### Italijanska kampanja
8. armada je sodelovala tudi v Italijanski kampanji. Sodelovala je v operaciji Husky (izkrcanje na Siciliji), skupaj z ameriško 7. armado. Nato je sledilo izkrcanje v Italiji (operacija Baytown in operacija Plaz). Ko se je 8. armada povezala z ameriško 5. armado na svojem levem krilu je prodirala po vzhodu Italije. Proti koncu leta 1943 je bil general Montgomery premeščen v Veliko Britanijo, kjer je sodeloval pri načrtovanju operacije Overlord. Poveljstvo nad 8. armado je prevzel generalporočnik Oliver Leese.
Zgodaj spomladi leta 1944 je 5. armada poizkusila s prebojem skozi Gustavovo linijo in po treh neuspelih poizkusih je bil 8. armada premeščena iz Jadranaske obale na zahod Italije v Apeninsko gorovje z izjemo V. korpusa, kot okrepitev 5. armadi. V četrti bitki za Monte Cassino je 8. armada uspešno prebila nemške položaje in tako 5. armadi omogočila preboj in zavzetje Rima. Po zavzetju Rima je 8. armada dobila nalogo zavzeti centralno Italijo in se prebiti do Firenc. Pri prodoru skozi centralno Italijo so naleteli na utrjene nemške položaje (Gotska linija). 8. armada je bila znova premeščena, spet na Jadransko obalo, kjer je nato uspešno prebila Gotsko linijo, a ji ni uspelo vdreti v Padsko nižino, saj je prej nastopila zima, ki je ustavila vse večje operacije. Oktobra je bil Leese premeščen v Jugovzhodno Azijsko poveljstvo, njegovo mesto pa je zasedel generalpročnik Richard McCreey.
Spomladi leta 1945 je 8. armada nadaljevala ofenzivo v Italiji. Skupaj 5. armado, ki je tvorila njeno levo krilo, je uničila velik del Armadne skupine C, ki je branila Bologno, in nato v hitrem prodoru skozi severnovzhodno Italijo v Avstrijo . Problemi so se pojavili, ko se je 8. armada srečala z partizani, ki so hoteli vzpostaviti nadzor nad Furlanijo-Julijsko krajino. Prišli so pred britanskimi silami in bili zelo aktivni pri vzpostavljanu vojaške vlade. 2. maja je 2. Novozelandska divizija osvobodila Trst, istočasno pa sta v mesto vstopili jugoslovanska 4. armada in slovenski 9. korpus NOVJ.

## Uspehi
Med največje uspehe 8. armade sodi zmaga v bitki pri El Alamienu in hitro zasledovanje nemške vojske skozi Tunizijo, kar je eden največjih logističnih uspehov vseh časov in bojevanje v težkih vremenskih pogojih tako v Severni Afriki in Italiji. Po končani drugi svetovni vojni so armado razpustili.